# جورج كوديس
جورج كوديس (10 أغسطس 1886 - 2 أكتوبر 1969) باحث فرنسي في علم الآثار والتاريخ في جنوب شرق آسيا.

## سيرته
ولد في باريس لعائلة من المهاجرين اليهود المجريين المفترضين. استقرت عائلته في منطقة ستراسبورغ قبل عام 1740. عمل أسلافه في الخزانة الملكية.  كان جده لويس أوجين كوديس رسامًا وتلميذًا لليون كونيه. وعمل والده هيبوليت كمصرفي. أصبح جورج كوديس مديرًا للمكتبة الوطنية في تايلاند في عام 1918، وعاش في باريس حتى وفاته عام 1969.
يعود الفضل إلى جورج كوديس في إعادة اكتشاف مملكة سريفيجايا السابقة، التي تتمركز في مدينة فلمبان الإندونيسية الحديثة، ولكن يمتد تأثيرها من سومطرة إلى شبه جزيرة ملايو وجاوة.